# Hubert A. Caldwell
Hubert Augustus Caldwell (født 26. december 1907 i Oakland, Californien, død 9. august 1972 smst.) var en amerikansk roer og olympisk guldvinder.

## Rokarriere
Caldwell roede otter for sit universitet, University of California og var med til at vinde det amerikanske collegemesterskab i 1928. Samme båd repræsenterede USA ved OL 1928 i Amsterdam. Resten af besætningen bestod af Jack Brinck, Frank Frederick, Bill Thompson, Bill Dally, Jim Workman, Marvin Stalder, Peter Donlon og styrmand Don Blessing. Der deltog i alt 11 både i konkurrencen, hvor amerikanerne kom i finalen ved at vinde alle deres heats. I finalen mødte de den britiske båd, der havde en nem semifinale uden konkurrenter, og de lagde også bedst fra land, men amerikanerne tog sig sammen og vandt deres tredje OL-guld i træk, mens Storbritannien fik sølv og Canada som tabende semifinalist bronze.

## Vioere karriere
Caldwell blev ingeniør og arbejdede i Piedmont, Californien.

## OL-medaljer
- 1928:  Guld i otter